# آنگلوگیتات
آنگلوگیتات روستایی در استان ریفت والی، کنیا می‌باشد.